# Honselersdijk
Honselersdijk is een dorp in de gemeente Westland, provincie Zuid-Holland.
Honselersdijk (Westlands: De Honsel) telt 7.790 inwoners (2023), en behoorde voor de gemeentelijke herindeling waarbij de gemeenten De Lier, 's-Gravenzande, Monster, Naaldwijk en Wateringen opgingen in gemeente Westland, bij gemeente Naaldwijk. In Honselersdijk staat een vestiging van Royal FloraHolland, de grootste bloemenveiling ter wereld, op de vroegere locatie van Bloemenveiling Holland.

## Geschiedenis

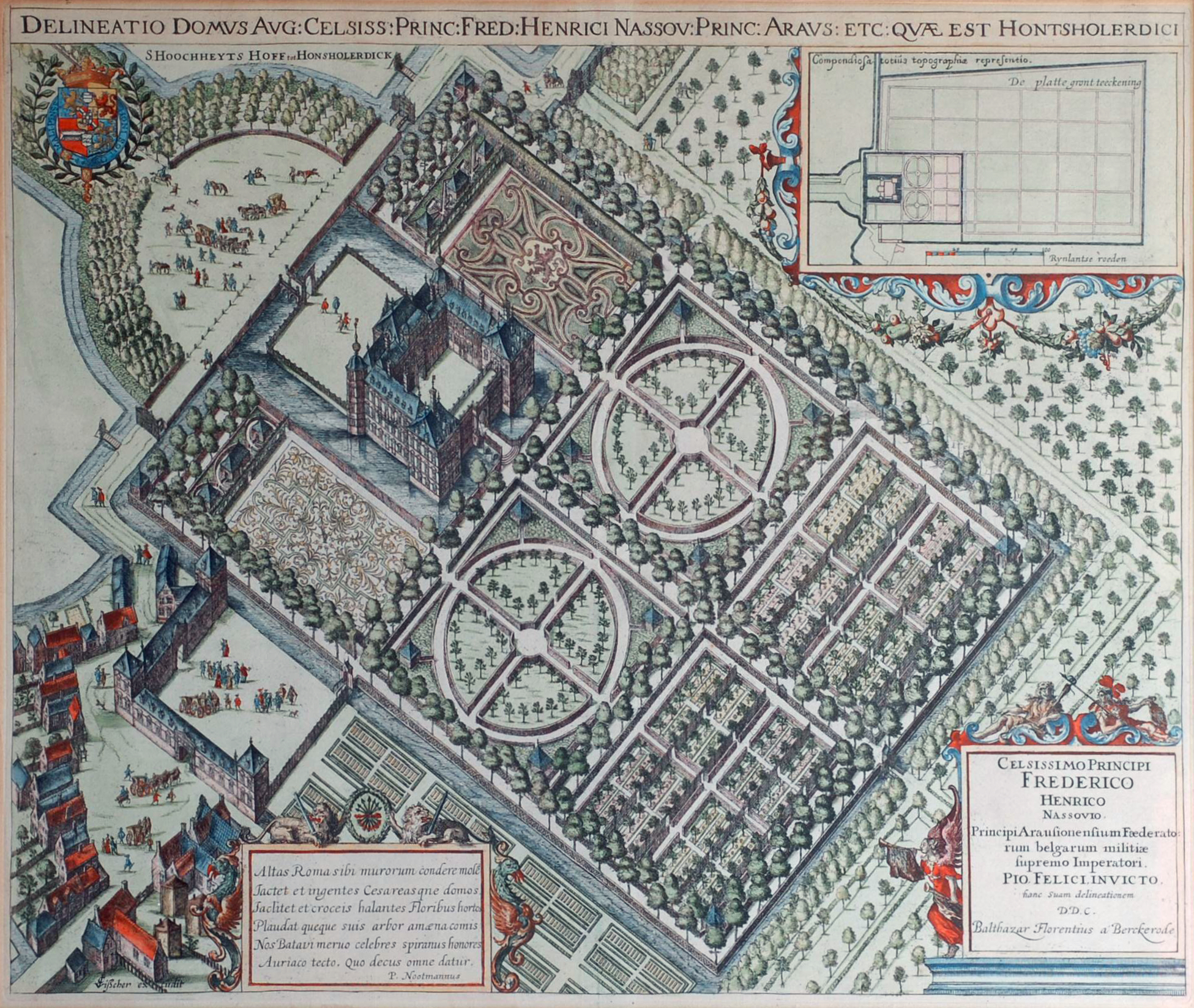
Huis Honselaarsdijk in de zeventiende eeuw, door Balthasar Florisz. van Berckenrode.

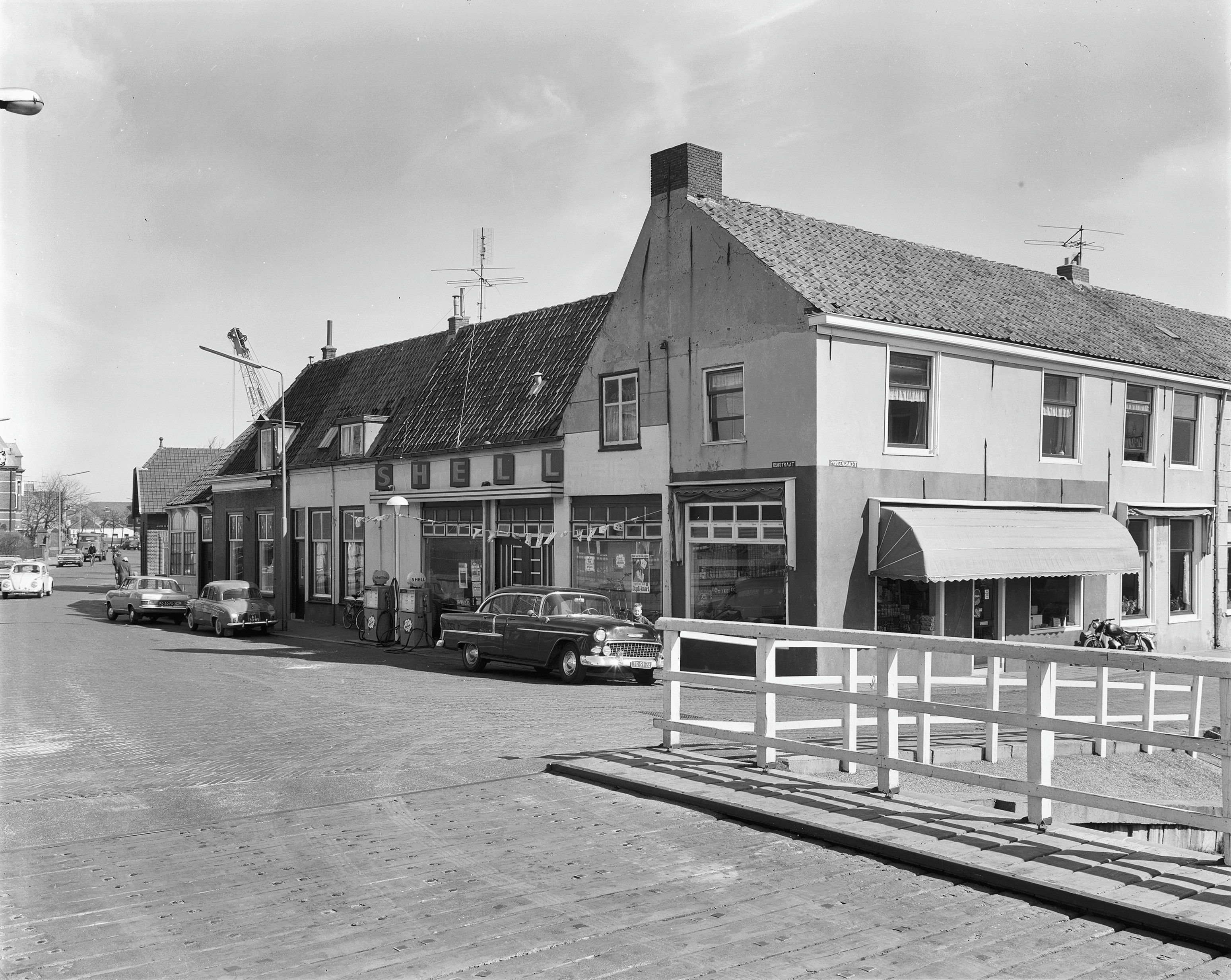
Dijkstraat 2-4 in 1968.

De regio van Honselersdijk werd in de negende eeuw bewoond door een nieuwe bevolking. De plaats Honselersdijk ontstond als een dijkdorp op de zuidelijke Ganteldijk, met de Dijkweg en de Endeldijk als hoofdas. Al in 895 werd een kerkje vermeld.
In de dertiende eeuw behoorde het gebied tot de parochie van Naaldwijk. Het kerkje verdween maar sinds de late middeleeuwen stond er een kapel. Een kasteel van de Heren van Naaldwijk volgde later. Het plaatsje is naar dit kasteel Hunsel of Honsel vernoemd. Het kasteel werd aanzienlijk uitgebreid en verfraaid nadat Frederik Hendrik van Nassau het kasteel met heerlijkheid had gekocht in 1612. Het complex en tuinen omvatten de gehele Boschpolder. Vanaf de Middelbroekweg was het kasteel via een oprijlaan, de huidige Hertenlaan is daar een restant van, te bereiken. In 1795 werd het tot nationaal eigendom verklaard en sindsdien is het achtereenvolgens gebruikt als staatsgevangenis, hospitaal en kweekschool voor de scheepvaart. Het verwaarloosde kasteel werd in 1815 grotendeels gesloopt. Van het complex en de tuinen is niets meer te zien op een bijgebouw na. Een dienstgebouw, met beide vleugels gemutileerd, bleef bewaard en werd jarenlang door gezinnen bewoond. Het is ook het onderkomen van de dorpsschool geweest. In de jaren 70 van de 20e eeuw is het ingericht tot gezinsvervangend tehuis met als naam De Nederhof. De binnentuin is teruggebracht in oude stijl.
Het dorp had een korenmolen uit 1854 die in 1966 is afgebroken. Ten oosten van Honselersdijk stond een buitenplaats Endeldijk. Op deze plek stond ooit een kapel en een gebouw van het kapittel van de Heren van Naaldwijk.
Het aantal inwoners in 1844 in Honselersdijk was ruim 1000 en het telde 126 huizen. De belangrijkste sectoren waren landbouw, veeteelt en tuinbouw.
In 1883 was Honselersdijk aangesloten op het tramnetwerk van de Westlandsche Stoomtramweg Maatschappij. Tot 1968 reed deze tussen Loosduinen via Honselersdijk en Naaldwijk naar Maassluis en Delft. De lijn naar Maassluis sloot echter al voor 1945. De Stationsweg en een stukje rails op voormalig veiling-terrein naast de Nieuwe weg zijn in Honselersdijk de enige herinneringen. De oude trajecten doorheen het Westland zijn grotendeels fietspad geworden.
De eerste groenteveiling werd gehouden in 1896. Een nieuw veilinggebouw werd in 1905 in gebruik genomen vanwege ruimtegebrek door de toenemende aanvoer van tuinbouwproducten. In 1927 verhuisde de groenteveiling opnieuw naar een nieuw complex toen het oude opnieuw te klein was geworden. De bloemenveiling C.C.W.S., het latere Royal FloraHolland, vestigde zich in het oude veilinggebouw tot zij in 1931 haar intrek nam in een nieuw complex aan de Dijkweg. De bloemenveiling groeide enorm en heeft haar terrein meerdere keren moeten uitbreiden.
De oudste bebouwing van Honselersdijk uit de periode 1915-1925 bevindt zich langs de Dijkstraat en de Hofstraat. In de jaren twintig van de twintigste eeuw is de bebouwing uitgebreid in noordoostelijke richting van de kern, aan de Burgemeester van Doornstraat en de Endeldijk, de Van der Goesstraat, de Pijnacker Hordijklaan en het van Beekum Maurisseplein. Bebouwing aan de Noorduynstraat en aangrenzend aan de Pijnacker Hordijklaan ontstond rond 1930. In 1927 werd de katholieke kerk, de Onze-Lieve-Vrouw-van-Goeden-Raadkerk gebouwd nadat in 1907 de gelijknamige parochie was gesticht. De kerk verving een noodkerk dat van 1907 tot 1927 dienstdeed.
In de jaren vijftig en zestig van de twintigste eeuw werd Honselersdijk uitgebreid in oostelijke en zuidoostelijke richting. De wijk Tuinen Zuid ontstond in de jaren tachtig.
Honselersdijk viel onder de gemeente Naaldwijk voordat de gemeente in 2004 overging in de gemeente Westland.

## Bezienswaardigheden
- De Nederhof, het dienstgebouw van het vroegere Huis Honselaarsdijk.
- de rooms-katholieke kerk Onze-Lieve-Vrouw van Goede Raad uit 1928

### Overig
- Bloemenveiling Royal FloraHolland
- Westlands Museum

### Monumenten
- Lijst van rijksmonumenten in Honselersdijk
- Lijst van gemeentelijke monumenten in Honselersdijk

## Wollebrand
In Honselersdijk bevindt zich ook het recreatiegebied "De Wollebrand". Dit bestond vroeger onder andere uit een plas met water waar ook in gezwommen werd, maar deze is in 2004 opnieuw ingericht om bij extreme regenval meer water op te kunnen vangen. Bij deze herinrichting wordt ernaar gestreefd om een moerassig gebied te krijgen. Omdat er in de plas veel vissen leefden, zijn deze overgebracht naar de nabijgelegen vaart. Veel vrijwilligers zijn hier mee bezig geweest, maar desondanks stierven er veel vissen. De herinrichting heeft ertoe geleid dat er inderdaad een moerasgebied is ontstaan waarin een aantal voor het Westland opmerkelijke vogels broeden zoals de kluut of tijdelijk verblijven zoals de lepelaar. Op de plas bevindt zich onder andere een kabelskibaan.

## Geboren in Honselersdijk
- Hans Houtzager sr. (26 augustus 1910), atleet
- Jeroen van Wilgen, de schrijversnaam van Piet M. Overschie (11 maart 1919), auteur
- Leo van Vliet (15 november 1955), wielrenner
- Stefan van Dijk (22 januari 1976), wielrenner
- André Vreugdenhil (29 december 1977), langebaanschaatser

## Afbeeldingen

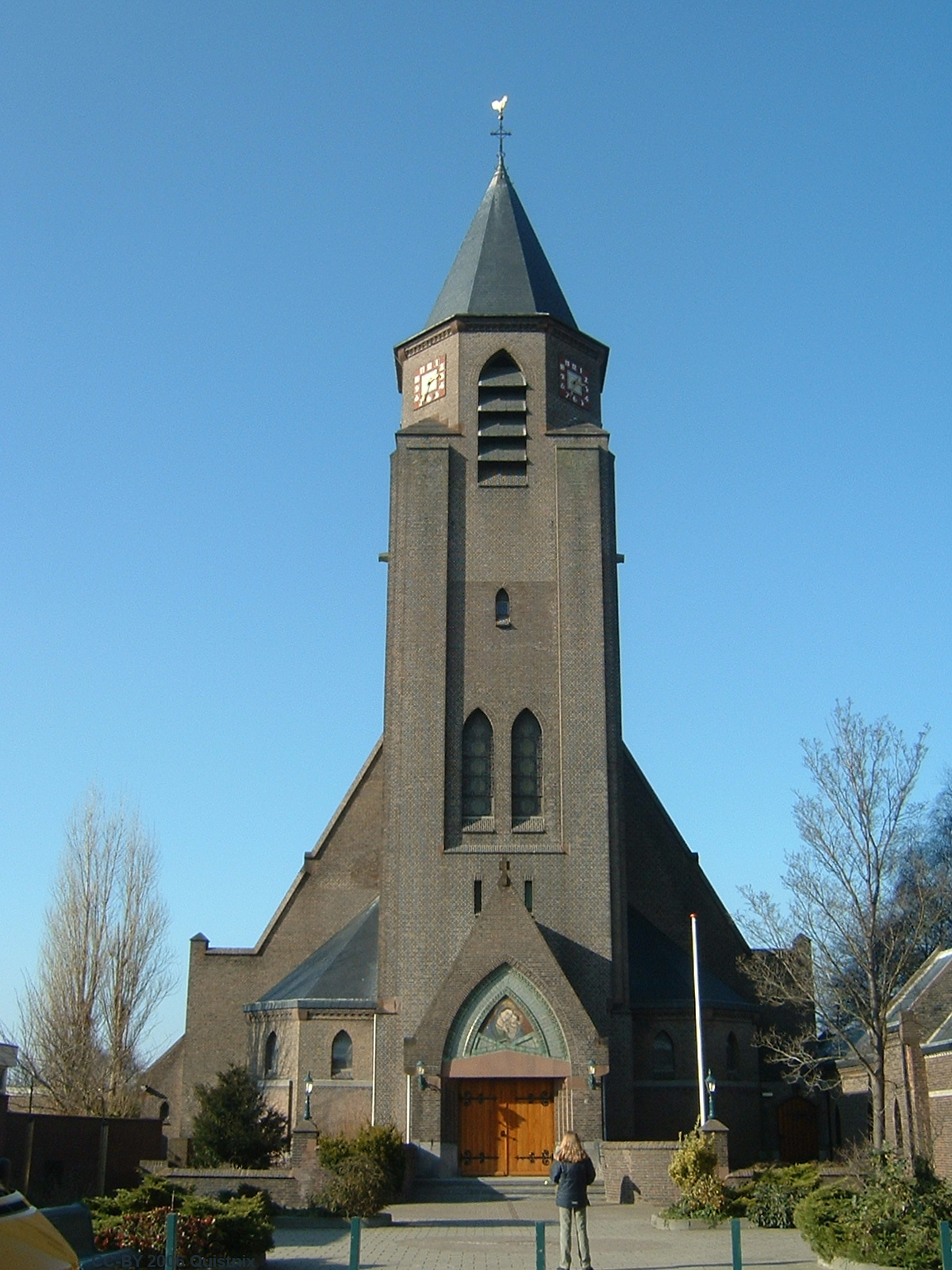
Katholieke kerk (Onze-Lieve-Vrouw van Goede Raad, 1928)
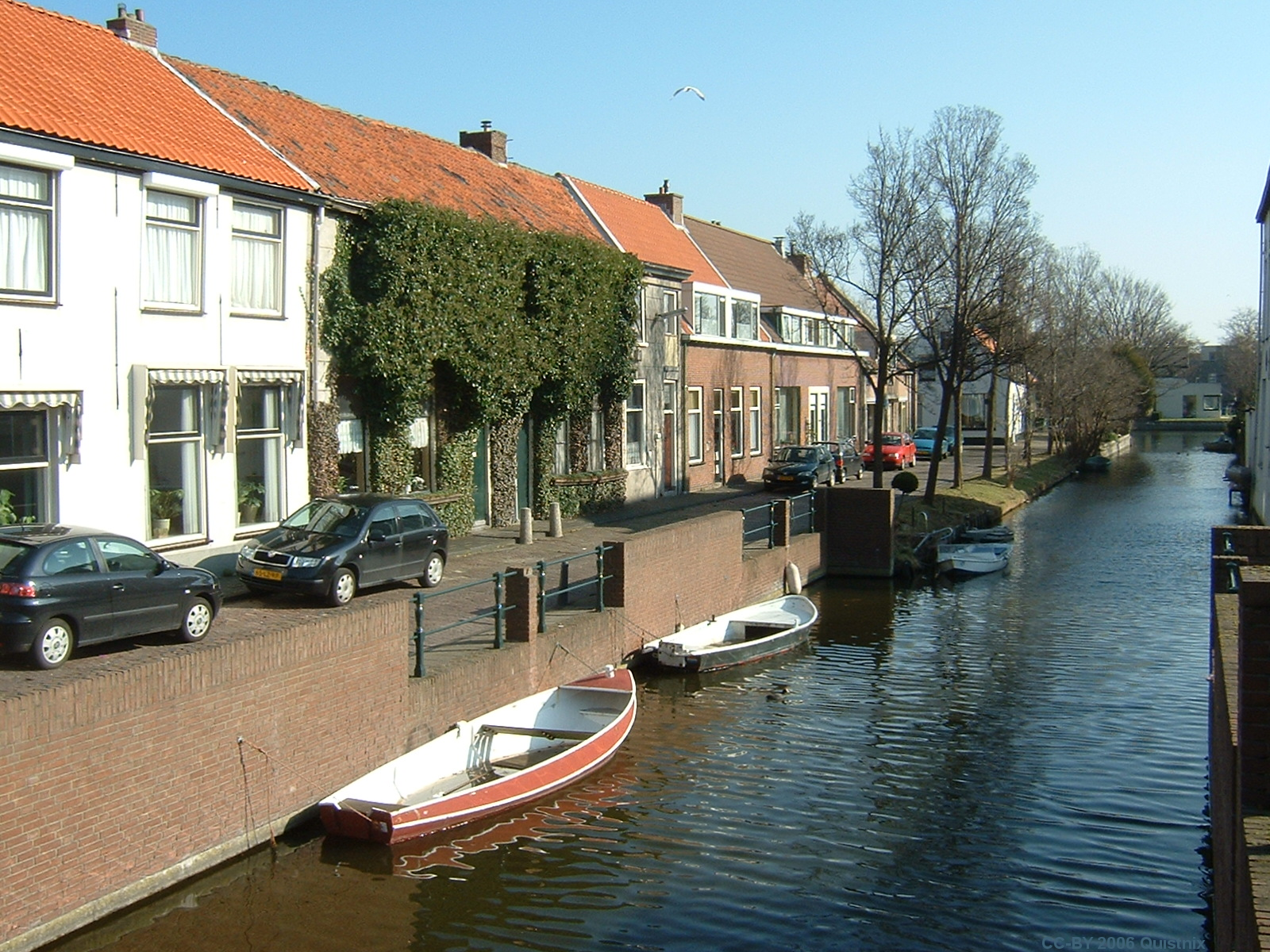
Kade met huizen
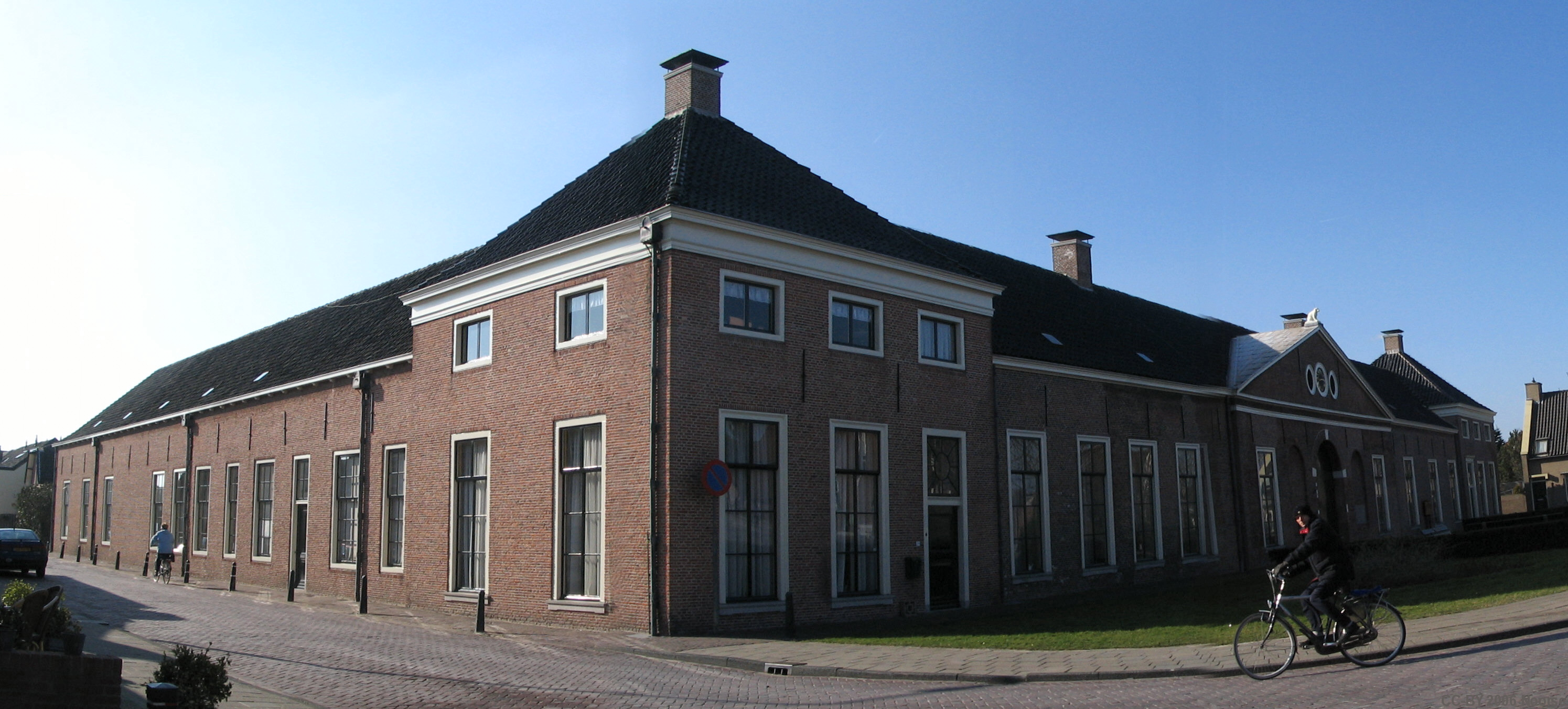
Het dienstgebouw van Huis Honselaarsdijk, 'De Nederhof'.
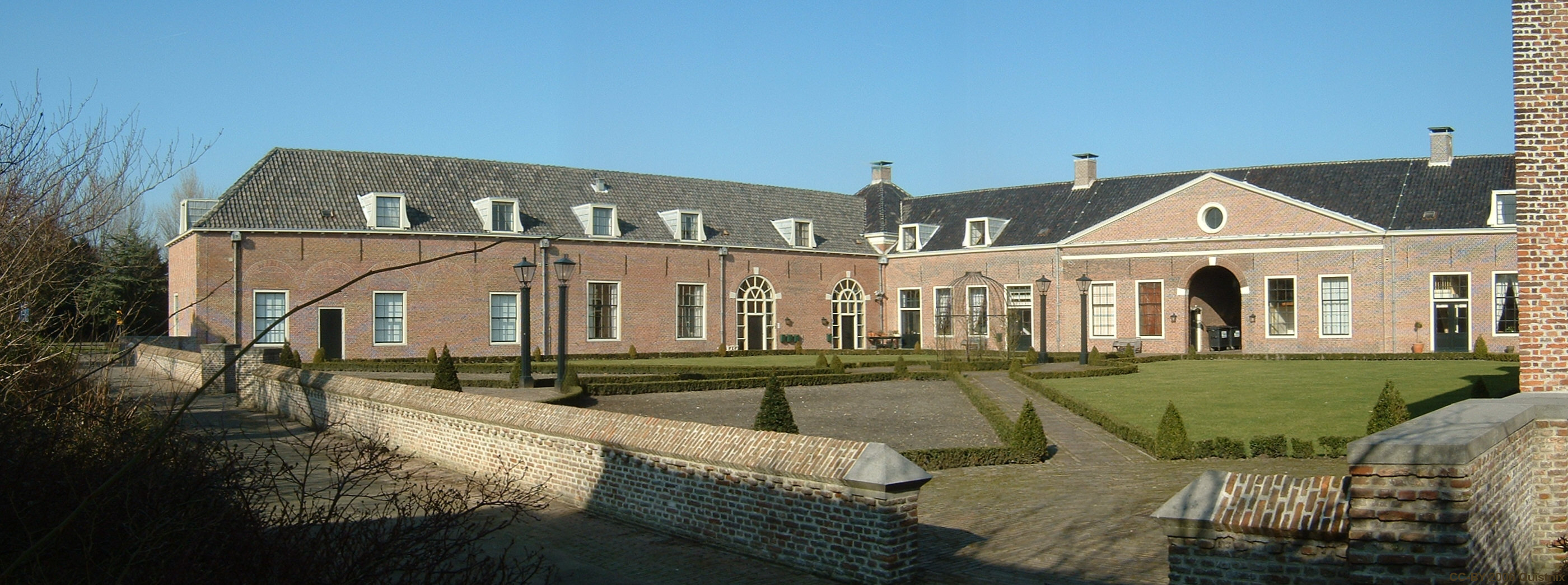
Binnentuin van 'De Nederhof'
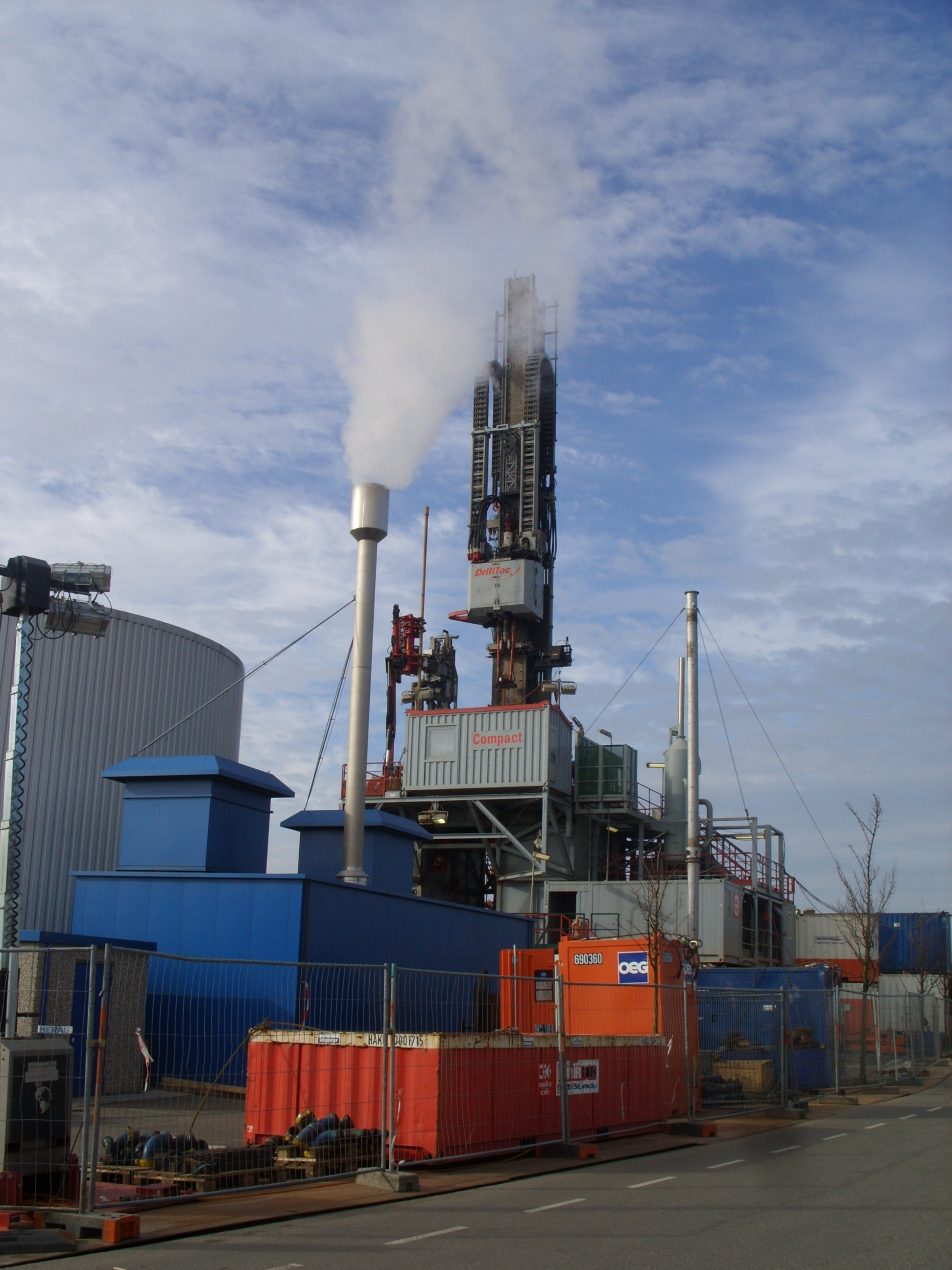
Aardwarmteboring